# Morti nel 1969/Luglio
| Questa pagina contiene informazioni ricavate automaticamente dalle voci biografiche con l'ausilio del template Bio e di un bot. L'aggiornamento è periodico e automatico e ricostruisce completamente la pagina. Se manca una persona in questa lista, sei pregato di non aggiungerla, ma accertati piuttosto che la sua voce biografica contenga il template Bio e che i dati anagrafici siano correttamente compilati. Se il template Bio manca, inseriscilo tu stesso o, in alternativa, metti l'avviso {{tmp\|Bio}} che ne segnala la mancanza. Se i dati riportati sono sbagliati, correggi direttamente la voce biografica; le modifiche saranno visibili in questa lista entro pochi giorni. Per chiarimenti vedi il progetto biografie. La lista contiene solo le 91 persone che sono citate nell'enciclopedia e per le quali è stato implementato correttamente il template Bio. Pagina aggiornata al 3 mar 2024. |

- 1º luglio - Donald Crowhurst, imprenditore e navigatore inglese (n. 1932)
- 2 luglio - Michael DiBiase, wrestler statunitense (n. 1923)
- 2 luglio - Renzo Gobbi, calciatore italiano (n. 1915)
- 2 luglio - Mikio Naruse, regista, sceneggiatore e produttore cinematografico giapponese (n. 1905)
- 2 luglio - Camillo Tommasi di Scillato, generale e politico italiano (n. 1873)
- 3 luglio - Milutin Borisavljević, architetto serbo (n. 1889)
- 3 luglio - Brian Jones, polistrumentista britannico (n. 1942)
- 3 luglio - Lucienne Nahmias, modella francese (n. 1911)
- 4 luglio - Erwin Blumenfeld, fotografo tedesco (n. 1897)
- 4 luglio - Michail Chergiani, alpinista sovietico (n. 1935)
- 4 luglio - Antonio Cárdenas Rodríguez, militare e aviatore messicano (n. 1903)
- 4 luglio - Henri Decoin, regista, sceneggiatore e scrittore francese (n. 1890)
- 4 luglio - Cristiano Ridomi, giornalista e scrittore italiano (n. 1904)
- 4 luglio - Georges Ronsse, ciclista su strada, ciclocrossista e pistard belga (n. 1906)
- 4 luglio - Enrico Sardi, allenatore di calcio e calciatore italiano (n. 1891)
- 5 luglio - Ben Alexander, attore statunitense (n. 1911)
- 5 luglio - Wilhelm Backhaus, pianista tedesco (n. 1884)
- 5 luglio - Walter Gropius, architetto, designer e urbanista tedesco (n. 1883)
- 5 luglio - Lambert Hillyer, regista e sceneggiatore statunitense (n. 1889)
- 5 luglio - Margaret Loomis, attrice statunitense (n. 1893)
- 5 luglio - Leo McCarey, regista e sceneggiatore statunitense (n. 1896)
- 6 luglio - Mario Berlinguer, avvocato, giornalista e politico italiano (n. 1891)
- 7 luglio - Giovanna Daffini, cantante italiana (n. 1914)
- 7 luglio - Erskine Sanford, attore statunitense (n. 1885)
- 7 luglio - Gladys Swarthout, mezzosoprano e attrice statunitense (n. 1900)
- 8 luglio - Filipp Sergeevič Oktjabr'skij, ammiraglio sovietico (n. 1899)
- 8 luglio - Red Rolfe, giocatore di baseball, allenatore di baseball e allenatore di pallacanestro statunitense (n. 1908)
- 9 luglio - Károly Dietz, calciatore e allenatore di calcio ungherese (n. 1885)
- 9 luglio - Raizō Tanaka, ammiraglio giapponese (n. 1892)
- 10 luglio - Alfredo Mordini, partigiano italiano (n. 1902)
- 10 luglio - Friedrich Morton, naturalista, botanico e speleologo austriaco (n. 1890)
- 10 luglio - João de Souza Mendes, scacchista brasiliano (n. 1892)
- 11 luglio - Giacomo Brodolini, sindacalista e politico italiano (n. 1920)
- 11 luglio - Hina Spani, soprano argentino (n. 1896)
- 11 luglio - Guilherme de Almeida, poeta brasiliano (n. 1890)
- 12 luglio - Giulio Andreoli, matematico italiano (n. 1892)
- 12 luglio - Arrigo Gradi, calciatore italiano (n. 1887)
- 12 luglio - Bill Ivy, pilota motociclistico britannico (n. 1942)
- 13 luglio - Bobby Barclay, calciatore inglese (n. 1906)
- 13 luglio - Geoffrey Carr, canottiere britannico (n. 1886)
- 13 luglio - Bess Meredyth, sceneggiatrice, attrice e regista statunitense (n. 1890)
- 14 luglio - Eero Berg, mezzofondista finlandese (n. 1898)
- 14 luglio - Mariano Majani, militare italiano (n. 1899)
- 15 luglio - Candido Grassi, politico e partigiano italiano (n. 1910)
- 15 luglio - Peter van Eyck, attore tedesco (n. 1911)
- 16 luglio - Max Gablonsky, calciatore tedesco (n. 1890)
- 16 luglio - Sergej Ivanovič Rudenko, antropologo e archeologo sovietico (n. 1885)
- 16 luglio - Friedrich von Scotti, generale tedesco (n. 1889)
- 16 luglio - Francesco Tarabotto, comandante marittimo italiano (n. 1877)
- 17 luglio - Harry Benham, attore statunitense (n. 1884)
- 17 luglio - Félix de Pomés, calciatore, schermidore e attore spagnolo (n. 1890)
- 17 luglio - Leon Grochowski, vescovo vetero-cattolico polacco (n. 1886)
- 17 luglio - Jørgen Wagner Hansen, calciatore danese (n. 1925)
- 18 luglio - Giovanni Cesare Majoni, diplomatico e politico italiano (n. 1876)
- 18 luglio - Barbara Pepper, attrice e ballerina statunitense (n. 1915)
- 19 luglio - Rodolfo Choperena, cestista messicano (n. 1905)
- 19 luglio - Thomas Doe, bobbista statunitense (n. 1912)
- 19 luglio - Stratis Myrivilis, scrittore greco (n. 1892)
- 19 luglio - Archimede Taverna, politico e imprenditore italiano (n. 1896)
- 20 luglio - Giuseppe Bianchi, ingegnere italiano (n. 1888)
- 20 luglio - Adriano Facchini, pentatleta italiano (n. 1927)
- 20 luglio - Roy Hamilton, cantante statunitense (n. 1929)
- 21 luglio - Pete Burness, animatore, regista e produttore cinematografico statunitense (n. 1904)
- 21 luglio - Moe Herscovitch, pugile canadese (n. 1896)
- 21 luglio - Alfred Daniel Williams King, attivista statunitense (n. 1930)
- 21 luglio - Jules Van Hevel, ciclista su strada e pistard belga (n. 1895)
- 22 luglio - James Needles, allenatore di pallacanestro statunitense (n. 1900)
- 23 luglio - Angelo Meroni, calciatore italiano (n. 1916)
- 23 luglio - Angelo Minoia, calciatore italiano (n. 1912)
- 24 luglio - Witold Gombrowicz, scrittore polacco (n. 1904)
- 24 luglio - Giovanni Magrassi, politico e avvocato italiano (n. 1891)
- 24 luglio - Wilhelm Trautmann, calciatore tedesco (n. 1888)
- 25 luglio - Antoine Marie Benoît Besson, generale francese (n. 1876)
- 25 luglio - Everett Bradley, multiplista statunitense (n. 1897)
- 25 luglio - Otto Dix, pittore tedesco (n. 1891)
- 26 luglio - Hermann Buchfelder, pallanuotista austriaco (n. 1889)
- 26 luglio - Ezio Coppa, medico e politico italiano (n. 1898)
- 26 luglio - Walter Reppe, chimico tedesco (n. 1892)
- 26 luglio - Raymond Walburn, attore statunitense (n. 1887)
- 27 luglio - Moisés Solana, pilota automobilistico messicano (n. 1935)
- 27 luglio - Arsenij Grigor'evič Zverev, politico e insegnante sovietico (n. 1900)
- 28 luglio - Ramón Grau San Martín, medico e politico cubano (n. 1887)
- 28 luglio - Frank Loesser, compositore e librettista statunitense (n. 1910)
- 28 luglio - Konstantin Skorobogatov, attore sovietico (n. 1887)
- 29 luglio - Josef Blösche, militare tedesco (n. 1912)
- 29 luglio - Frances Teague, attrice statunitense (n. 1905)
- 30 luglio - Costantino di Baviera, nobile tedesco (n. 1920)
- 30 luglio - Enrico Palandri, generale italiano (n. 1896)
- 31 luglio - Charles Edison, politico statunitense (n. 1890)
- 31 luglio - Leopoldo Francovig, calciatore italiano (n. 1906)
- 31 luglio - Marcello Nizzoli, designer e pubblicitario italiano (n. 1887)